# Взгляднево
Взгляднево — деревня в Сергиево-Посадском районе Московской области России, входит в состав сельского поселения Березняковское.

## Население
| 1859 | 1895 | 1905 | 1926 | 2002 | 2006 | 2010 |
| ---- | ---- | ---- | ---- | ---- | ---- | ---- |
| 89   | ↗129 | ↗146 | ↘136 | ↘14  | ↘13  | ↘3   |

## География
Деревня Взгляднево расположена на севере Московской области, в юго-восточной части Сергиево-Посадского района, примерно в 59 км к северу от Московской кольцевой автодороги и 13 км к востоку от станции Сергиев Посад Ярославского направления Московской железной дороги, по левому берегу реки Вондиги бассейна Клязьмы.
В 7,5 км северо-западнее деревни проходит Ярославское шоссе М8, в 28 км к юго-западу — Московское малое кольцо А107, в 2,5 км к северо-востоку — Московское большое кольцо А108, в 17 км к югу — Фряновское шоссе Р110.
Ближайшие сельские населённые пункты — деревни Ботово, Воронино и Ляпино.

## История
В «Списке населённых мест» 1862 года — владельческая деревня 1-го стана Александровского уезда Владимирской губернии по левую сторону Троицкого торгового тракта из города Алексадрова в Сергиевский посад Московской губернии, в 28 верстах от уездного города и становой квартиры, при ручье Войдига, с 13 дворами и 89 жителями (41 мужчина, 48 женщин).
По данным на 1895 год — деревня Ботовской волости Александровского уезда с 129 жителями (60 мужчин, 69 женщин). Основными промыслами населения являлись хлебопашество, выработка бумажных тканей и размотка шёлка, 18 человек уезжали в качестве фабричных рабочих на отхожий промысел в Москву и Богородск.
По материалам Всесоюзной переписи населения 1926 года — деревня Воронинского сельсовета Шараповской волости Сергиевского уезда Московской губернии в 12,8 км от местного шоссе и 14,9 км от станции Сергиево Северной железной дороги; проживало 136 жителей (63 мужчины, 73 женщины), насчитывалось 25 крестьянских хозяйств.
С 1929 года — населённый пункт Московской области в составе:
- Сменовского сельсовета Сергиевского района (1929—1930)[12],
- Сменовского сельсовета Загорского района (1930—1939)[13],
- Березняковского сельсовета Загорского района (1939—1963, 1965—1991)[13][14][15],
- Березняковского сельсовета Мытищинского укрупнённого сельского района (1963—1965)[14],
- Березняковского сельсовета Сергиево-Посадского района (1991—1994)[15],
- Березняковского сельского округа Сергиево-Посадского района (1994—2006)[16],
- сельского поселения Березняковское Сергиево-Посадского района (2006 — н. в.)[17][18].

## Достопримечательности
Комплекс памятников «Источник преподобного Сергия Радонежского» — памятник архитектуры XIV—XVII веков:
- Источник Водопад Гремячий.  Объект культурного наследия № 5010448001№ 5010448001.
- Часовня при источнике.  Объект культурного наследия № 5010448002№ 5010448002.